# Bob Wiacek
Bob Wiacek (né le 7 janvier 1953,) est un écrivain et artiste américain de bande dessinée, qui travaille principalement comme encreur.

## Biographie

### Études
Bob Wiacek a assisté à la School of Visual Arts de New York de 1971 à 1974.

### Carrière
Il a fait ses débuts dans les années 1970 en tant que membre de l'équipe d'encrage "Crusty Bunkers". Pendant un court laps de temps, 1975-1976, il encra les arrière-plans (des dessins de Curt Swan) sur Superman pour DC Comics. Il passa à un travail d'encrage régulier pour DC, et puis, en 1978, il commença une longue association avec Marvel. Bob Wiacek a encré les dessins de divers artistes comme Carmine Infantino sur Star Wars, John Romita Jr sur The Uncanny X-Men, June Brigman sur Power Pack, John Byrne sur Sensational She-Hulk, Walter Simonson sur X-Factor et Orion, et George Pérez sur The Brave and the Bold volume 2. Il a également travaillé avec des créateurs tels que Bob Budiansky, Colleen Doran, Ron Garney, Mike Grell, Michael Netzer (Nasser), Kevin Nowlan, Don Perlin, Bill Sienkiewicz et Barry Windsor-Smith.
Au fil des ans, Wiacek a également signé des comics publiés par Dark Horse et Valiant.
Il a enseigné aux étudiants de première année de la Joe Kubert School of Cartoon and Graphic Art pour une brève période au début des années 1990.

### Vie personnelle
Wiacek se maria à l'analyste en informatique Ann Karavitis en novembre 1980. Il a un fils, et son épouse est décédée en 2012.

## Œuvres
- Superman n°293-301 (DC, 1975) — encrage de l'arrière plan seulement
- Superboy and the Legion of Super-Heroes n°220-225 (DC, 1976-1977)
- Ghost Rider n°36-46 (Marvel, 1978-1980) — couvertures seulement
- Man-Thing n°1-11 (Marvel, 1979-1981)
- Star Wars n°16-37 (Marvel, 1979-1981)
- Uncanny X-Men n°150, 159-176 (Marvel, 1981-1983)
- Coyote n°4-9 (Marvel, 1984)
- Alpha Flight n°15 À 29 Ans (Marvel, 1984-1985)
- Power Pack n°1-26 (Marvel, 1984-1986)
- X-Factor n°10-37 (Marvel, 1986-1989)
- Strange Tales n°6 À 16 Ans (Marvel, 1987-1988)
- Sensational She-Hulk n°1-11 (Marvel, 1989-1990)
- Iron Man n°258-283 (Marvel, 1990-1992)
- Archer & Armstrong n°3-10 (Valiant, 1992-1993)
- Excalibur n°94-103 (Marvel, 1996)
- Silver Surfer n°123-131 (Marvel, 1996-1997)
- Orion n°8-22 (DC, 2001-2002)
- The Brave and the Bold vol. 2, n°1-9 (DC, 2007-2008)